# Edie Lehmann Boddicker
Edith M. Lehmann, beter bekend als Edie Lehmann Boddicker (Buffalo (New York), 25 september 1957) is een Amerikaanse zangeres, zangcoach en actrice.

## Carrière
Lehmann Boddicker begon haar carrière in de muziek. Ze studeerde piano aan de University of Southern California (USC). In haar jeugd gaf ze internationaal concerten tot ze op haar 19e begon met zingen in de studio’s.
Met haar pianistische vaardigheden speelde ze de rol van concertpianiste Katherine Delafield in de soapserie General Hospital. Ze sprak een van de stemmen in de Disney-animatiefilms Mulan en Dinosaur.  Ook was ze als zangeres in talloze film- en televisieproducties te horen.
In de popmuziek verzorgde ze de achtergrondzang voor Michael Bublé, Belinda Carlisle, Herbie Hancock, Aretha Franklin, Michael Jackson, Quincy Jones, Madonna, Katy Perry, Linda Ronstadt, Rosalía, Barbra Streisand, Harry Styles en Bill Withers.
Andere projecten waar ze ook betrokken was, waren de talentenjachten American Idol en The Voice.

## Privéleven
Lehmann Boddicker was tussen 7 oktober 1978 en 28 februari 1980 getrouwd geweest met Richard Eichhorn. Sinds 15 oktober 1995 is ze getrouwd met componist en muzikant Michael Boddicker die sindsdien Michael Lehmann Boddicker heet. Samen hebben ze twee kinderen.

## Filmografie

### Als actrice
| Jaar      | Titel                               | Rol                   | Opmerkingen      |
| --------- | ----------------------------------- | --------------------- | ---------------- |
| 1982      | The Best Little Whorehouse in Texas | Dogette               |                  |
| 1988-1990 | General Hospital                    | Katherine Delafield   | 201 afleveringen |
| 1998      | Mulan                               | stem                  |                  |
| 2000      | Dinosaur                            | aanvullende stem      |                  |
| 2007      | License to Wed                      | St. Augustine's Choir |                  |
| 2012      | Dr. Seuss' The Lorax                | Rose                  |                  |
| 2013      | Epic                                | aanvullende stemmen   |                  |

### Als zangeres (selectie)
| Jaar      | Titel                                              | Opmerkingen                          |
| --------- | -------------------------------------------------- | ------------------------------------ |
| 1980      | Brubaker                                           |                                      |
| 1980      | Xanadu                                             |                                      |
| 1983      | Nightmares                                         |                                      |
| 1986      | Ruthless People                                    |                                      |
| 1987      | Dirty Dancing                                      |                                      |
| 1987-1988 | Full House                                         | 23 afleveringen                      |
| 1989      | Little Nemo: Adventures in Slumberland             |                                      |
| 1990      | Arachnophobia                                      |                                      |
| 1994      | The Flintstones                                    |                                      |
| 1994      | The Lion King                                      |                                      |
| 1995      | Casper                                             |                                      |
| 1995      | Apollo 13                                          |                                      |
| 1996      | Muppet Treasure Island                             |                                      |
| 1996      | Mars Attacks!                                      |                                      |
| 1997      | Batman & Robin                                     |                                      |
| 1997      | Alien: Resurrection                                |                                      |
| 1998      | Deep Impact                                        |                                      |
| 1998      | Armageddon                                         |                                      |
| 1999      | The Astronaut's Wife                               |                                      |
| 1999      | End of Days                                        |                                      |
| 1999      | Galaxy Quest                                       |                                      |
| 2000      | Mission: Impossible II                             |                                      |
| 2000      | Charlie's Angels                                   |                                      |
| 2001      | Jurassic Park III                                  |                                      |
| 2002      | Ice Age                                            |                                      |
| 2003      | The Core                                           |                                      |
| 2003      | X2                                                 |                                      |
| 2003      | Bruce Almighty                                     |                                      |
| 2003      | Charlie's Angels: Full Throttle                    |                                      |
| 2003      | Terminator 3: Rise of the Machines                 |                                      |
| 2003      | The Matrix Revolutions                             |                                      |
| 2004      | Van Helsing                                        |                                      |
| 2004      | Spider-Man 2                                       |                                      |
| 2004      | The Polar Express                                  |                                      |
| 2004      | The Incredibles                                    |                                      |
| 2005      | The Fairly OddParents                              | afl. "Smart Attack/Operation F.U.N." |
| 2005      | Batman Begins                                      |                                      |
| 2005      | War of the Worlds                                  |                                      |
| 2005      | King Kong                                          |                                      |
| 2006      | Ice Age: The Meltdown                              |                                      |
| 2006      | Mission: Impossible III                            |                                      |
| 2006      | X-Men: The Last Stand                              |                                      |
| 2006      | Superman Returns                                   |                                      |
| 2006      | Lady in the Water                                  |                                      |
| 2006      | Happy Feet                                         |                                      |
| 2006      | Rocky Balboa                                       |                                      |
| 2007      | Spider-Man 3                                       |                                      |
| 2007      | Fantastic Four: Rise of the Silver Surfer          |                                      |
| 2007      | Enchanted                                          |                                      |
| 2008      | Indiana Jones and the Kingdom of the Crystal Skull |                                      |
| 2008      | Hancock                                            |                                      |
| 2009      | Star Trek                                          |                                      |
| 2009      | X-Men Origins: Wolverine                           |                                      |
| 2009      | Ice Age: Dawn of the Dinosaurs                     |                                      |
| 2009      | 2012                                               |                                      |
| 2009      | Avatar                                             |                                      |
| 2010      | Percy Jackson & the Olympians: The Lightning Thief |                                      |
| 2010      | The Last Airbender                                 |                                      |
| 2010      | Hop                                                |                                      |
| 2010      | Thor                                               |                                      |
| 2010      | X-Men: First Class                                 |                                      |
| 2010      | Happy Feet Two                                     |                                      |
| 2012      | Rock of Ages                                       |                                      |
| 2012      | Ice Age: Continental Drift                         |                                      |
| 2013      | Oz the Great and Powerful                          |                                      |
| 2013      | Oblivion                                           |                                      |
| 2013      | After Earth                                        |                                      |
| 2013      | Star Trek: Into Darkness                           |                                      |
| 2013      | Monsters University                                |                                      |
| 2013      | Gravity                                            |                                      |
| 2014      | Rio 2                                              |                                      |
| 2014      | Godzilla                                           |                                      |
| 2014      | How to Train Your Dragon 2                         |                                      |
| 2014      | Dawn of the Planet of the Apes                     |                                      |
| 2014      | The Maze Runner                                    |                                      |
| 2014      | Night at the Museum: Secret of the Tomb            |                                      |
| 2015      | Fifty Shades of Grey                               |                                      |
| 2015      | Pitch Perfect 2                                    |                                      |
| 2015      | Jurassic World                                     |                                      |
| 2015      | Maze Runner: The Scorch Trials                     |                                      |
| 2015      | Pan                                                |                                      |
| 2016      | Kung Fu Panda 3                                    |                                      |
| 2016      | The Jungle Book                                    |                                      |
| 2016      | Ice Age: Collision Course                          |                                      |
| 2016      | Star Trek: Beyond                                  |                                      |
| 2016      | La La Land                                         |                                      |
| 2016      | Rogue One: A Star Wars Story                       |                                      |
| 2017      | The Boss Baby                                      |                                      |
| 2017      | War for the Planet of the Apes                     |                                      |
| 2017      | Coco                                               |                                      |
| 2018      | Avengers: Infinity War                             |                                      |
| 2018      | Deadpool 2                                         |                                      |
| 2018      | Solo: A Star Wars Story                            |                                      |
| 2018      | The Nun                                            |                                      |
| 2018      | Bad Times at the El Royale                         |                                      |
| 2019      | How to Train Your Dragon: The Hidden World         |                                      |
| 2019      | Us                                                 |                                      |
| 2019      | Avengers: Endgame                                  |                                      |
| 2019      | X-Men: Dark Phoenix                                |                                      |
| 2019      | The Lion King                                      |                                      |
| 2019      | Doctor Sleep                                       |                                      |
| 2020      | The Call of the Wild                               |                                      |
| 2020      | Mulan                                              |                                      |
| 2021      | Raya and the Last Dragon                           |                                      |
| 2021      | The Boss Baby: Family Business                     |                                      |
| 2021      | Dune                                               |                                      |
| 2021      | Encanto                                            |                                      |
| 2021      | The Unforgivable                                   |                                      |
| 2021      | Spider-Man: No Way Home                            |                                      |
| 2022      | Doctor Strange in the Multiverse of Madness        |                                      |
| 2022      | Lightyear                                          |                                      |
| 2022      | Thor: Love and Thunder                             |                                      |
| 2022      | Nope                                               |                                      |
| 2022      | Avatar: The Way of Water                           |                                      |
| 2023      | The Mother                                         |                                      |
| 2023      | The Creator                                        |                                      |
| 2023      | Leo                                                |                                      |
| 2024      | Dune: Part Two                                     |                                      |
| 2024      | Kung Fu Panda 4                                    |                                      |
| 2024      | Kingdom of the Planet of the Apes                  |                                      |
| 2024      | Wicked                                             |                                      |